# Giritengah
Giritengah is een bestuurslaag in het regentschap Magelang van de provincie Midden-Java, Indonesië. Giritengah telt 2885 inwoners (volkstelling 2010).